# L-04B
docomo STYLE series L-04B（ドコモスタイルシリーズ エル ぜろよん びー）は、LGエレクトロニクスによって開発された、NTTドコモの第三世代携帯電話（FOMA）端末である。docomo STYLE seriesの端末。

## 概要
NTTドコモでは、NM706i以来約2年ぶりで、かつ、新型番初のストレート端末にもなる。CONRANのデザイン会社の「Studio CONRAN」（英国）が端末デザインを担当。背面には「CONRAN」のロゴ刻印もある。デザイン性や通話時などの使い勝手を考慮して、端末筐体の画面側と操作キー側に176°の角度が付けてあり、ダイヤルボタンにも階段状の若干の角度が付けてある。
ワンセグなどの、放送受信機能には非対応。また、当社製ドコモ向けとして、SD-Audioの対応最終機種（発表順）ともなっている。
液晶画面は、発売時点では、比較的低解像度の2.4インチ、320×240ドットのQVGA液晶を採用している。
メインカメラは、背面に310万画素のCMOSを採用。静止画では、顔検出、手ブレ補正、オートフォーカスなどに対応してある。テレビ電話用のサブカメラは非搭載。外部メモリーは2GBまでのmicroSD及び8GBまでのmicroSDHCに対応している。
また、LG電子製携帯電話の特徴である、日本語・英語・韓国語のメニュー切り替えがすることが出来、韓国語でのメール送信も出来る。
| 携帯電話の機能               | 携帯電話の機能   | 携帯電話の機能                       | 携帯電話の機能 | 携帯電話の機能                  | 携帯電話の機能 | 携帯電話の機能   | 携帯電話の機能      |
| 基本通信機能                 | 基本通信機能     | 基本通信機能                         | 基本通信機能   | 基本通信機能                    | 基本通信機能   | 基本通信機能     | 基本通信機能        |
| ---------------------------- | ---------------- | ------------------------------------ | -------------- | ------------------------------- | -------------- | ---------------- | ------------------- |
| mova対応                     | ×                | FOMAプラスエリア                     | ○              | 東名阪バンド対応 （1.7GHz）     | ×              | FOMAハイスピード | 受信7.2MB 送信384KB |
| iモードメール                | ○                | テレビ電話・キャラ電                 | ×              | GSM                             | ○              | 3Gローミング     | ○                   |
| Bluetooth                    | ×                | 無線LAN（ホームU）                   | ×              | プッシュトーク                  | ×              | GPS              | ×                   |
| 着もじ                       | ×                | 2in1                                 | ×              | フルブラウザ                    | ○              | ポケットU        | ×                   |
| iモード・iアプリ             |                  |                                      |                |                                 |                |                  |                     |
| iモード                      | 1.0              | iアプリ                              | 1MB Doja5.1LE  | 直感ゲーム                      | ×              | iウィジェット    | ×                   |
| iアプリオンライン            | ×                |                                      |                |                                 |                |                  |                     |
| メール                       |                  |                                      |                |                                 |                |                  |                     |
| デコメール                   | ○                | デコメ絵文字                         | ○              | デコメアニメ                    | ×              | エリアメール     | ×                   |
| 安心・付加機能               |                  |                                      |                |                                 |                |                  |                     |
| おサイフケータイ             | ○                | トルカ                               | ×              | iチャネル                       | ○              | タッチパネル     | ×                   |
| iコンシェル                  | ×                | オートGPS                            | ×              | バーコードリーダ                | ○              | 名刺リーダ       | ×                   |
| きせかえツール               | ○                | ケータイデータお預かりサービス       | ○              | ケータイお探し                  | ○              | おまかせロック   | ○                   |
| バイオ認証                   | ×                | 外部メモリーへ iモードコンテンツ移行 | ○              | ユーザーデータ 一括バックアップ | ○              | iC通信           | ○                   |
| iCお引越しサービス           | ○                | ソフトウェアアップデート 自動更新    | ○              |                                 |                |                  |                     |
| 娯楽機能                     |                  |                                      |                |                                 |                |                  |                     |
| デジタルオーディオプレーヤー | WMA SDオーディオ | うた・ホーダイ                       | ×              | 着うたフル                      | ○              | 着うた           | ○                   |
| Music&Videoチャネル          | ○                | マチキャラ                           | ×              |                                 |                |                  |                     |

## プリインストールiアプリ
以下のiアプリが購入時に端末にプリインストールされている。
- DCMXクレジットアプリ
- iD設定アプリ
- モバイルGoogleマップ
- マクドナルド トクするアプリ
- サッカー レインボーストライカー ユーロ・エディション
- バーガータイム
- 日本一周漢字の旅
- Mingle Mangle
- 数字カフェ
- Gガイド番組表リモコン
- モバイルSuica登録用iアプリ
- iアプリバンキング
- 楽オク出品アプリ2

## 歴史
- 2010年3月5日 - 電気通信端末機器審査協会（JATE）通過。
- 2010年3月26日 - 連邦通信委員会（FCC）通過。
- 2010年5月18日 - F-06B・F-07B・F-08B・L-04B・N-04B・N-05B・N-06B・N-07B・N-08B・P-04B・P-05B・P-06B・P-07B・SH-02B marimekko・SH-07B・SH-08B・SH-09B・LYNX SH-10B・dynapocket T-01B・BlackBerry Bold 9700の開発及び一部機種の発売を発表。
- 2010年6月25日 - 発売開始。
- 2010年11月26日 - 新色発売（White & Green)。